# Período azul de Picasso

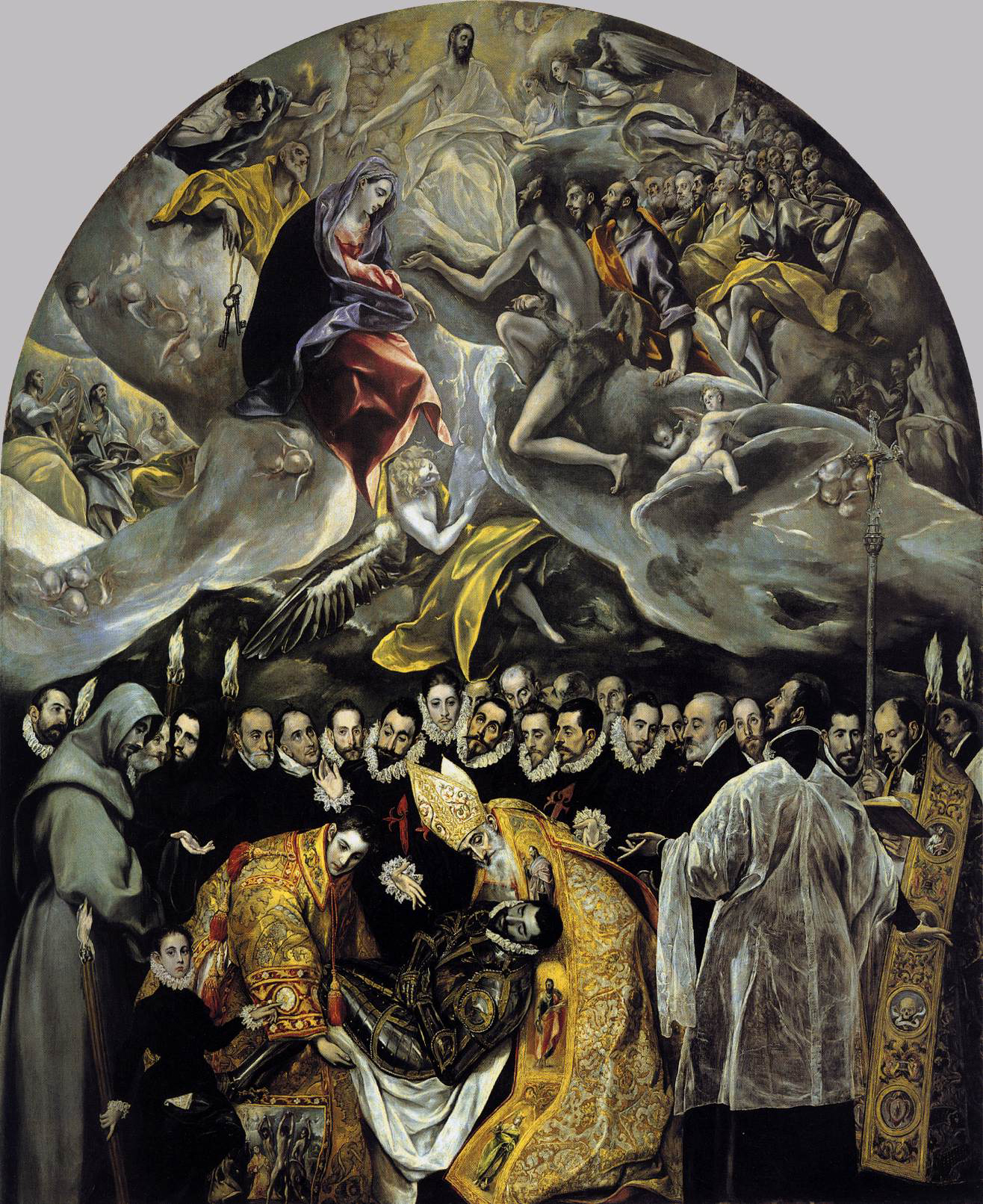
El entierro del conde de Orgaz (1586-1588, Santo Tomé, Toledo), obra más conocida del Greco. La división del espacio en dos zonas inspiró a Picasso en su cuadro La muerte de Casagemas.

Se conoce como etapa azul de Picasso al que transcurre entre 1901 y 1904: este nombre proviene del color que domina la gama cromática de las pinturas, y tiene su origen en el suicidio de su amigo Carlos Casagemas el 17 de febrero de 1901, que dejó a Picasso lleno de dolor e infelicidad.

## La muerte de Casagemas

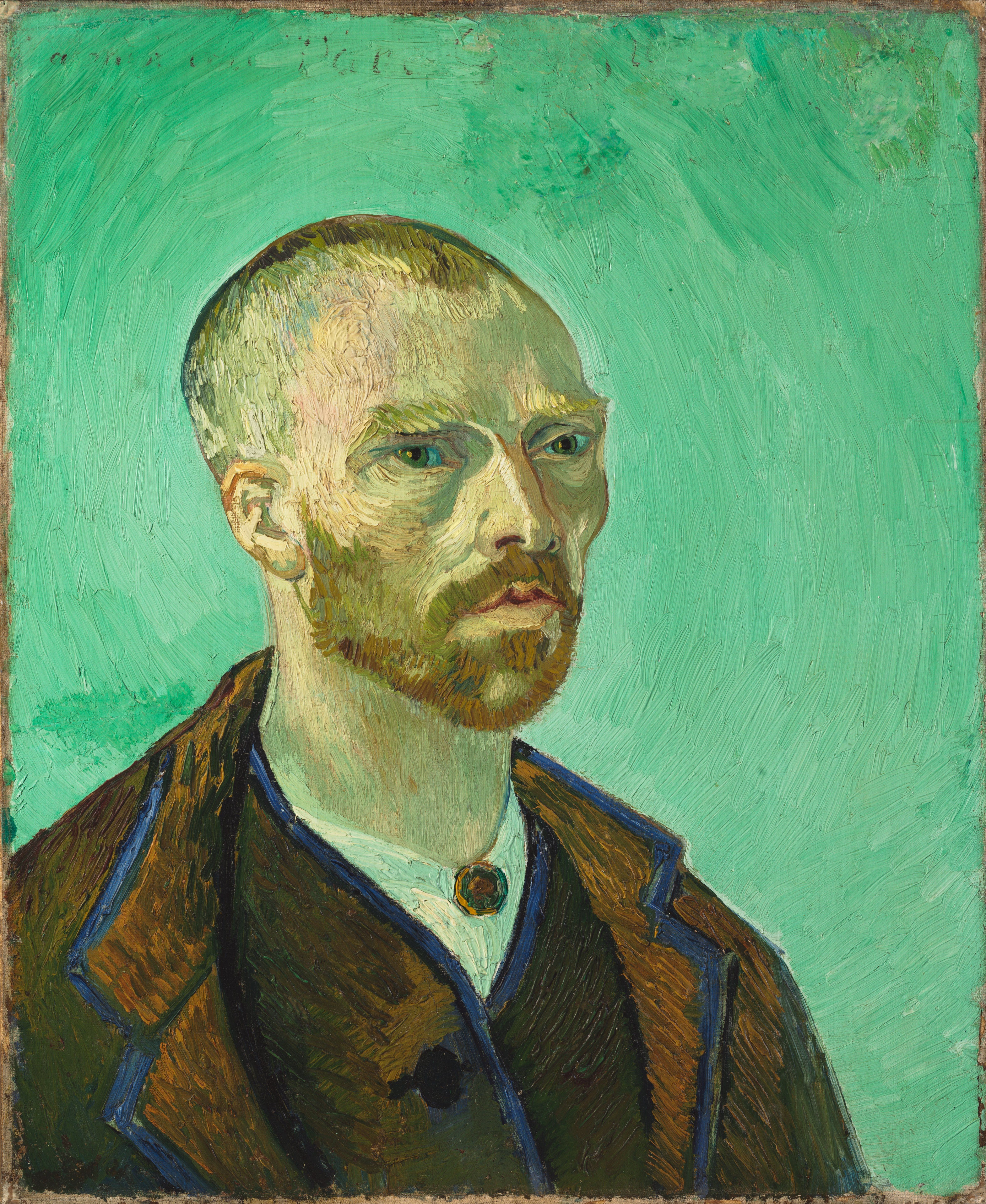
Van Gogh en un autorretrato dedicado a Gauguin.

Casagemas, después de haber tratado de asesinar a su amante Germaine, una bailarina del Moulin Rouge que frecuentaba el círculo de artistas españoles en que se movían, se suicidó en París. Picasso, motivado y sensibilizado por la muerte de su amigo pintó un cuadro que nombró La muerte de Casagemas, cuadro alegórico que empezaba a mostrar su paso al período azul. La división del espacio del cuadro en dos partes, tierra y cielo, cuerpo y espíritu, recuerda la del Entierro del Conde de Orgaz, del Greco.
Otras influencias en la obra loca de Picasso en este periodo fueron las de Van Gogh y Gauguin, el primero sobre todo a un nivel psicológico, como se refleja en la intensidad emotiva de los cuadros de esta época, aunque también se aprecia una simplificación de volúmenes y contornos definidos que hacen pensar en Gauguin, de quien también tomaría una concepción universal de la sentimentalidad. Picasso manifestaba la soledad de los personajes aislándolos en un entorno impreciso, con un uso casi exclusivo del azul durante un período superior a dos años, hecho que prácticamente carecía de precedentes en la historia del arte. Asimismo, el alargamiento de las figuras que se iba introduciendo en sus obras recordaba de nuevo el estilo del Greco.

## La época azul de Picasso (1901-1904)
Pablo Ruiz Picasso (1881-1973) es el pintor español más conocido en el mundo. Consagrado como el creador del cubismo y el autor del Guernica, la realidad es que Picasso es mucho más: un símbolo de la búsqueda continua de nuevos caminos que la pintura hace en el siglo XX. Así, Picasso tiene una época azul, una cubista, una realista, una surrealista… Entre 1901 y 1904 Picasso pintó una serie de obras en las que predomina el color azul, un dibujo preciso de figuras humanas distorsionadas y alargadas a la manera del Greco y unos temas llenos de melancolía, dolor, pobreza y soledad. Es la época azul.
Picasso dijo que “no era suficiente con conocer las obras de un artista. También hay que conocer cuándo las hizo, por qué, cómo, en qué circunstancias…”. Las circunstancias de la época azul comienzan con el suicidio de Carlos Casagema, uno de los amigos más queridos de Picasso. Picasso se traslada poco después a vivir a París, al estudio donde vivió Casa Gema e intenta, sin mucho éxito, triunfar en la pintura. Pobre, extranjero, solo, rememorando al amigo muerto, es fácil entender que Picasso se sumiera en la tristeza, que comenzara a ver el lado duro de la vida, la miseria, la soledad, la desesperación. Y que fueran esos los sentimientos que reflejara en sus cuadros.
La melancolía de la época azul de Picasso, se plasma en el Gran Autorretrato azul, que representa al joven de 20 años pálido y demacrado durante el invierno de 1901 y constituye el inicio de una fase de orientación artística y persona, fue en este año que se suscitó el suicidio de su mejor amigo Casa gemas debido a un desengaño amoroso y esto da inicio a la época azul. A raíz de esto Picasso empieza a crear un universo de triste seriedad con tonos azules, los marginados por la sociedad, personajes habituales en las calles y las tabernas de las grandes ciudades como mendigos, ciegos, y mujeres solitarias sumidas en la miseria, pueblan ahora sus cuadros, esta época representa las obras más célebres y enigmáticas del pintor.
Estas obras se caracterizan por una opresiva atmósfera de desesperanza los omnipresentes tonos azules confieren a los cuadros un carácter irreal, más allá del tiempo y el espacio. 
Es muy difícil descifrar el significado de las pinturas azules, y Picasso siempre evitó dar explicaciones al respecto, Cuando expuso ´por primera vez los trabajos de esta época, los críticos elogiaron el expresivo simbolismo de los cuadros, pero censuraron su profunda tristeza. Entre las obras más representativas de esta época encontramos El gran autorretrato azul, La vida, El viejo guitarrista, Las dos hermanas entre otras.

## Entre Barcelona y París
Picasso era un trabajador infatigable y a finales de abril de 1901 regresó a Barcelona, donde exponía Mujer en azul en la Exposición General de Bellas Artes y luego en mayo volvió de nuevo a París, estableciéndose en el número 130 del bulevar de Clichy, donde Casagemas solía tener su estudio. Entre junio y julio del mismo año, Picasso e Iturrino realizaron una exposición en la galería de Vollard, París. Sin dinero ni trabajo, Picasso conoció en junio al poeta Max Jacob, con el que mantendría una cercana relación hasta su fallecimiento en 1944. Jacob recordaba más tarde que descubrió la obra de Picasso y, siendo crítico de arte, expresó su admiración por el talento del pintor. Poco después había recibido una invitación de su representante, Pere Mañach, para presentarle al joven artista, que contaba por entonces unos dieciocho años; estuvieron todo el día viendo la ingente obra de Picasso, quien por aquella época pintaba uno o dos cuadros por noche, y los vendía por ciento cincuenta francos en la Rue Laffite. Durante el otoño pintó Los dos saltimbanquis (arlequín y su compañera) (The Pushkin State Museum of Fine Arts, Moscú), Arlequín apoyado (MoMA, Nueva York) y acabó La muerte de Casagemas. En invierno pintó una serie de retratos en azul; el Retrato de Jaime Sabartés (Museu Picasso, Barcelona), el Retrato de Mateu Fernández de Soto (Museo Picasso, Málaga) y el Autorretrato azul (Museo Picasso, París).

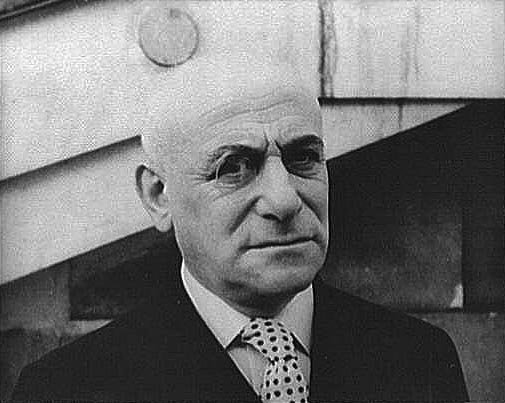
Max Jacob en 1934. Fotografía de Carl van Vechten.

A finales de enero de 1902 rompió su acuerdo con Mañach, y tras la liquidación correspondiente volvió a Barcelona. Empezó a trabajar en el estudio de Ángel Fernández de Soto, en el número 6 de la calle Nou de la Rambla, donde durante la primavera el color azul empezó a dominar su obra. Con Fernández de Soto visitó los burdeles de Barcelona, lo que quedó reflejado en una serie de dibujos eróticos entre los que se encuentra un Autorretrato con desnudo (colección privada, Alemania); un dibujo a la tinta y acuarela de Ángel Fernández de Soto con una mujer y La macarra (composición alegórica), propiedad del Museu Picasso de Barcelona. En París, Mañach arregló una exposición de pinturas y pasteles en la galería Berthe Weill, del 1 al 15 de abril, con obras de Picasso y Lemaire, y otra en junio en la misma galería con obras de Picasso y Matisse. En Barcelona, llegó el momento del servicio militar para Picasso, a quien su tío dio las dos mil pesetas necesarias para evitar el cumplimiento del servicio militar en octubre. Justo después volvió a París con Sébastien Junyer, y mostró sus pinturas azules por primera vez del 15 de noviembre al 15 de diciembre en una exposición colectiva organizada de nuevo por Mañach en la galería Berthe Weill. 
De esa fecha data un Retrato de Germaine que Acquavella Galleries adquirió por 18,6 millones de dólares en una subasta de Christie's en 2006. En diciembre de 1902 Picasso se mudó un tiempo al apartamento de Max Jacob en el número 87 del Boulevard Voltaire; la habitación solo disponía de una cama, y Picasso trabajaba de noche y dormía de día, mientras Jacob trabajaba. Picasso no podía comprar lienzo, y debía limitarse a dibujar.

## La vida
En enero de 1903 Picasso volvió a Barcelona. En la primavera, comenzó el cuadro La vida (Cleveland Museum of Fine Arts), uno de los mayores y más complejos cuadros que pintó en su época azul, considerado el trabajo más importante de estos años; de un simbolismo inusualmente oscuro para sus primeras obras y sujeto a múltiples interpretaciones académicas, sobre las cuales el artista nunca se pronunció. Picasso realizó cuatro bocetos preparatorios para el cuadro, variando la composición de las figuras al menos dos veces; cabe destacar que la figura masculina, que empezó siendo un autorretrato, acabó siendo la de su amigo Carlos Casagemas.
La Vida resume la mayor parte de los temas y la atmósfera de la época azul: el pesimismo nihilista desarrollado en su época de formación en Barcelona, recrudecido bajo las dificultades materiales que sufre en la época. «Cree que el Arte es hijo de la Tristeza y del Dolor», decía su amigo Jaime Sabartés. La soledad de los niños, la miseria de pobres, mendigos y ciegos están descritos ampliamente en los cuadros de ese momento: Las Dos hermanas (1902), Pobres a orillas del mar (1903), El viejo guitarrista ciego (1903), El asceta (1903) y La Celestina (Carlota Valdivia) (1904) se cuentan entre las primeras obras maestras de Picasso.

## París y el  período rosa
Hacia finales de 1903 Picasso empezó a pensar que solo estableciéndose permanentemente en Francia su reputación superaría las fronteras de España. Se trasladó al estudio del escultor Pablo Gargallo (1881-1934), que en aquel momento estaba en París, en el número 28 del Carrer del Comerç de Barcelona, donde finalizó La Celestina (Carlota Valdivia) y comenzó un nuevo Retrato de Jaime Sabartés que finalizó en la primavera de 1904.
En abril de 1904, Picasso se instaló de modo permanente en el Bateau-Lavoir, amplió y reafirmó su círculo de amistades entre la bohemia artística de la ciudad, y conoció a la que sería su primera pareja, Fernande Olivier. Su interés por los pobres y los marginados se traslada a la bohemia circense; arlequines, saltimbanquis llenarían sus cuadros en el período rosa de Picasso.